# ARIA Music Awards
Gli ARIA Music Awards sono premiazioni musicali che si tengono annualmente in Australia, organizzate dall'Australian Recording Industry Association (ARIA). A partire dal 2002 sono state trasmesse in televisione.

## Categorie

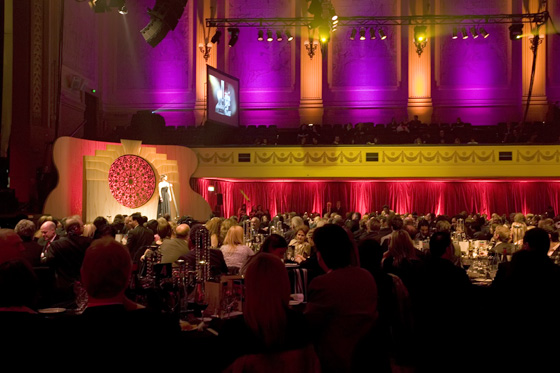
L'ARIA Hall of Fame del 2008, tenutasi a Melbourne.

I premi si dividono in diverse categorie, alcune soppresse da anni, altre create dopo la prima edizione della cerimonia nel 1987. Le categorie sono le seguenti:
- Album of the Year
- Single of the Year
- Song of the Year (sino al 1998)
- Highest Selling Album
- Highest Selling Single
- Best Group
- Best Female Artist
- Best Male Artist
- Best New Talent (sino al 1998)
- Best Country Album
- Best Indigenous Release (sino al 1998)
- Best Adult Contemporary Album
- Best Comedy Release
- Best Children's Album (dal 1988)
- Breakthrough Artist – Single (dal 1989)
- Breakthrough Artist – Album (dal 1989)
- Best Independent Release (dal 1990)
- Best Alternative Release (dal 1994 al 2001)
- Best Pop Release (dal 1994)
- Best Dance Release (dal 1995)
- Best Rock Album (dal 1999)
- Best Blues & Roots Album (dal 1999)
- Best Urban Release (dal 2004)
- Best Music DVD (dal 2004)

### ARIA Fine Arts Awards
Dal 2004 alcune categorie sono state scorporate dalla cerimonia principale, dando vita all'ARIA Fine Arts Awards, una cerimonia a parte in cui si consegnano i seguenti premi:
- Best Jazz Album
- Best Classical Album
- Best Original Soundtrack / Cast / Show Recording
- Best World Music Album (dal 1995)
- Best Original Cast / Show Recording (dal 1999 al 2003)

### ARIA Artisan Awards
Come i Fine Arts Awards, anche la premiazione per le categorie dell'attuale Artisan Awards avvenivano nello stesso contesto degli altri premi, ma furono scorporate in un'altra cerimonia a partire dal 2009.
- Producer of the Year
- Engineer of the Year
- Best Video
- Best Cover Art

### ARIA Hall of Fame
L'annuale introduzione nell'ARIA Hall of Fame, onorificenza tenuta dal 1988 sino ad oggi (tranne che nel 2000), avveniva originariamente nella stessa cerimonia degli ARIA Music Awards. Dal 2008 al 2010 l'Hall of Fame ha avuto una cerimonia a parte, ma dal 2011 si è tornati a considerare l'Hall of Fame come una premiazione degli ARIA Awards.

## Il trofeo
L'attuale design del premio ARIA, usato dal 1990, consiste in un'alta e stretta piramide fatta di acciaio inossidabile. Il trofeo usato dal 1987 al 1989 fu progettato da Philip Mortlock, mentre quello adattato dal 1990 è opera di Mark Denning. Dal 2005 il premio per l'ARIA Hall of Fame, ispirato al design di Denning, è costruito in oro, con la scritta "ARIA" stampata in nero in due lati, mentre nel terzo è presente la dicitura "ARIA ICONS: HALL OF FAME", con il nome del premiato e la data stampati su una placca.